# Andinomys edax
Andinomys edax, denominada comúnmente rata andina voraz o rata andina del matorral, es un roedor que representa la única especie del género monotípico Andinomys de la familia Cricetidae. Habita en el centro-oeste de Sudamérica.

## Taxonomía
Esta especie fue descrita originalmente en el año 1902 por el zoólogo británico Oldfield Thomas.
Localidad tipo
La localidad tipo referida es: "El Cabrado, 3700 msnm, entre Potosí y Sucre, departamento de Potosí, Bolivia".

## Distribución geográfica
Se encuentra en zonas montañosas de la Argentina, Bolivia, Chile y Perú.